# Sdružení obcí Jablunkovska
Sdružení obcí Jablunkovska je dobrovolný svazek obcí v okresu Frýdek-Místek, jeho sídlem je Jablunkov a jeho cílem je Spolupráce v oblasti rozvoje komunální sféry, školství, kultury, turistiky, sjednocování postupů při využívání prostředků z centrálních zdrojů. Sdružuje celkem 16 obcí a byl založen v roce 1995.

## Obce sdružené v mikroregionu
- Bocanovice
- Bukovec
- Bystřice
- Dolní Lomná
- Horní Lomná
- Hrádek
- Hrčava
- Jablunkov
- Košařiska
- Milíkov
- Mosty u Jablunkova
- Návsí
- Nýdek
- Písek
- Písečná
- Vendryně